# ۳۴۹ (قمری)
۳۴۹ (قمری)، سیصد و چهل و نهمین سال در گاهشماری هجری قمری است. اول محرم این سال برابر با هشتم مارس سال ۹۶۰ میلادی است.

## وابسته
- آل اخشید